# OCT当代艺术中心
OCT当代艺术中心简称OCAT（英語：OCT-Contemporary Art Terminal），是一家民营美术馆。

## 历史
2005年1月在深圳成立之时，美术馆在行政上直属于何香凝美术馆，隶属于国务院侨务办公室，资金由华侨城集团赞助。2012年4月正式注册成为独立的非营利性美术馆。

## 分馆
目前，OCT当代艺术中心旗下有五家分馆：
- 位于深圳市南山区的OCAT深圳馆和华·美术馆
- 位于上海市静安区的OCAT上海馆
- 位于西安市雁塔区的OCAT西安馆
- 位于北京市朝阳区的OCAT研究中心（北京馆）[2]